# Ivan
Ivan - nume de familie sau prenume masculin:

## Etimologie
Ivan este un prenume masculin slavic, corespunzător românescului Ioan. Numele este originar din Noul Testament Greek Ἰωάννης (Iōánnēs; nu din latinescul Io(h)annes), care la rândul sau provine din evreiescul יֹוחָנָן (Yôḥānnān, “‘Yahweh is gratios’”).

## Personalități numite Ivan
- Ivan I al Rusiei
- Ivan II-lea al Rusiei
- Ivan III-lea al Rusiei - "Ivan cel Mare"
- Ivan al IV-lea al Rusiei -"Ivan cel Groaznic", Mare Duce al Moscovei din 1533 pana in 1547
- Ivan V-lea al Rusiei

## Nume de familie
- Andrei Ivan (n. 1997), fotbalist român
- Bogdan-Gruia Ivan (n. 1991), deputat român
- Cătălin-Sorin Ivan (n. 1978), politician român
- Dan Ivan (n. 1978), politician român
- Dan Gheorghe Lazăr Ivan (n. 1944), deputat român
- Gheorghe Ivan (1943-2007), senator român
- Irina Ivan (n. 1992), jucătoare de handbal din România
- Laurențiu Ivan (n. 1979), jucător de fotbal român
- Marian Ivan (n. 1969), fotbalist român
- Nicolae Ivan (1855-1936), episcop român
- Paula Ivan (n. 1963), atletă română
- Sabin Ivan (1926-2012), medic român și senator
- Simina Ivan (n. 1958), soprană română
- Viorica Pop Ivan (n. 1936), cântăreață română